# أندريه بوغوليوبسكي
اندريه بوغوليوبسكي (Андре́й Ю́рьевич Боголю́бский) هو ابن يوري دولغوروكي وأميرة بولوفيتسية (ابنة خان قوم بولوفتسه الرحال)، أمير فيشهورود (عامي 1149 و1156) وأمير توروف وبينسك ودوروغوبوجي (عامي 1150 - 1151) والأمير المعظم في مدينة فلاديمير (اعوام 1157 - 1174).
ورث عرش كييف بعد وفاة ابيه الأمير المعظم يوري دولغوروكي. لكنه لم يبق في كييف بل أعلن نفسه اميرا معظما في مدينة فلاديمير بامارة سوزدال في شمال شرق روسيا. وقام اندريه بوغوليوبسكي بذلك لأول مرة في تاريخ الإمارات الروسية بتغيير نظام وراثة الحكم الذي قضى ببقاء من يتولى عرش كييف من الأبناء الكبار ليحكم وينال لقب الأمير المعظم.
قام اندريه بوغوليوبسكي بنقل ايقونة مريم العذراء «فيشغورودسكايا» التي ابدعها - كما تقول الاسطورة - الرسول لوقا والتي كانت بمثابة رمز لسلطة امراء كييف قام بنقلها من مدينة فيشغورود إلى مدينة فلاديمير التي تحولت بذلك إلى عاصمة لروسيا القديمة. واطلقت بعد ذلك على تلك الايقونة تسمية ايقونة مريم العذراء «فلاديميرسكايا».
وقام اندريه بوغوليوبسكي بمحاولة تقسيم الكنيسة الأرثوذكسية الروسية إلى مطرانيتين في كييف وفلاديمير موجها طلبا بذلك إلى بطريرك القسطنطينية الذي رفض هذا الطلب.
كان اندريه بوغوليوبسكي ينتهج سياسة معقدة تهدف إلى اخضاع نوفغورود لحكمه. كما قام بممارسة لعبة دبلوماسية وعسكرية في جنوب روسيا.
قام عام 1164 بحملة عسكرية ظافرة ضد بلغار الفولغا.
قام بانشاء البوابة الذهبية في فلاديمير على غرار البوابتين في كل من كييف والقسطنطية إلى جانب كاتدرائية صعود العذراء الشهيرة في فلاديمير وكنيسة الصعود على نهر نيرل.
قتل على ايدي فريق من المتمردين في مقره بقلعة بوغوليوبوفو يوم 29 يونيو/حزيران عام 1174 ودفن في كاتدرائية صعود العذراء في فلاديمير. وجعلته الكنيسة الأرثوذكسية الروسية بمنزلة القديس.
1. 1 2  К. Б.-Р. (1900). "Андрей Юрьевич Боголюбский". Русский биографический словарь. Том 2, 1900 (بالروسية). 2: 134–138. QID:Q24470473.
2. 1 2  аноним (1890). "Андрей Юрьевич Боголюбский". Энциклопедический словарь Брокгауза и Ефрона. Том Iа, 1890 (بالروسية). Iа: 760–763. QID:Q24332971.
3. 1 2  "Андрей Боголюбский". Военная энциклопедия. Том 2, 1911 (بالروسية). 2: 551–553. 1911. QID:Q25369643.